# Dharmavaram (district du Godavari oriental)
Dharmavaram est un village du district du Godavari oriental dans l'État d'Andhra Pradesh en Inde. 
Selon le recensement de l'Inde de 2011, la localité compte une population de 4 740 habitants.